# 長野都市ガス
長野都市ガス株式会社（ながのとしガス）は、長野県長野市に本社を置く都市ガス事業者（一般ガス導管事業者）である。東京ガスグループに属し、同社の連結子会社となっている。
スローガンは『環境にやさしさを　地域にゆめを　暮らしにうるおいを』。

## 概要
長野県ガス事業（長野県企業局）の民営化に伴い発足したガス事業者で、2006年（平成18年）7月1日には東京ガス長野支社の事業を分割・承継した。主に北信地方と東信地方を営業区域とする。

## 本社所在地
- 〒380-0813 長野県長野市鶴賀1017番地

## 沿革
- 2003年（平成15年）12月 - 長野県が、「県営ガス（長野県ガス事業）の民営化計画」発表。
- 2004年（平成16年）
  - 9月 - 長野県、主体事業者を東京ガスグループに決定。
  - 11月1日 - 長野都市ガス株式会社設立[2]。
  - 12月 - 長野県議会が長野都市ガスへの事業譲渡を承認。
- 2005年（平成17年）
  - 3月 - 一般ガス事業として国の認可。
  - 4月1日 - 長野県企業局のガス事業を譲受、事業開始。
- 2006年（平成18年）
  - 4月 - 熱量変更作業の開始（12Aガス→13Aガス）。
  - 7月1日 - 東京ガス長野支社を東京ガスより分割し、長野都市ガスに統合[3]。
- 2007年（平成19年）8月 - 8月末に現在の12Aガスから13Aガスへの熱量変更を実施。
- 2008年（平成20年）
  - 3月31日 - 千曲出張所を閉鎖し篠ノ井支社に統合、中野出張所を閉鎖し須坂支社に統合。
  - 4月1日 - 小諸支社・佐久出張所を移転し、東信支店として開設。
- 2009年（平成21年）4月 - 長野ホームサービスを吸収合併する。

## 供給地域
現在の供給地域については、公式サイトの供給エリアならびに会社概要を参照。
- 長野県
  - 長野市、中野市、須坂市、千曲市、上田市、東御市、小諸市、佐久市
  - 上高井郡小布施町
  - 下高井郡山ノ内町
  - 北佐久郡御代田町

## 営業所
- 本社　長野支社
- 須坂支社
- 篠ノ井支社
- 東信支店
  - 丸子出張所

## トピックス
- 長野県の8市3町をカバーする都市ガス会社として、約90,000件を超える対象地域住民のガス供給をする。なお、供給市町村である、8市3町の中にも、カバーしていない地域も存在する(一例として、上田市はおおむね旧丸子町周辺の供給にとどまる。市中心部は上田ガスのエリア)。
- CM - グッチ裕三が出演するエコジョーズや、エコウィル、ピピットコンロのCMや、中嶋朋子が出演するCM等がある。
- Jリーグ・AC長野パルセイロのユニフォームスポンサーを北信越フットボールリーグ時代の2008年から務めている。

## 関連企業
- 東京ガス（同社より長野地区の都市ガス事業を継承。資本及び、人的交流がある）